# Ringo Rama
Ringo Rama es el decimosegundo álbum de estudio del músico británico Ringo Starr, publicado por la compañía discográfica Koch Records en marzo de 2003. El álbum, el primer disco de estudio en cinco años desde el lanzamiento de Vertical Man (1998) y el primer trabajo bajo su nuevo contrato con Koch Records, volvió a contar con la producción musical de Mark Hudson y la colaboración de una larga lista de músicos invitados, entre la que figuran Eric Clapton, Willie Nelson, David Gilmour, Charlie Haden, Van Dyke Parks y Timothy B. Schmit. 
Ringo Rama fue precedido por el lanzamiento del sencillo «Never Without You», una canción que Starr compuso como homenaje a George Harrison, compañero de The Beatles, tras su muerte en noviembre de 2001. A pesar de obtener buenas reseñas de la crítica musical, Ringo Rama no entró en la lista británica UK Albums Chart, mientras que en los Estados Unidos, alcanzó el puesto 113 de la lista estadounidense Billboard 200 y el seis en la lista Top Independent Albums.

## Trasfondo
Tras el lanzamiento de I Wanna Be Santa Claus (1999), Starr continuó su colaboración con Mark Hudson y con la mayoría de los músicos presentes en la grabación de Vertical Man para grabar Ringo Rama. Sin alejarse de la fórmula de sus anteriores trabajos, Starr contrató los servicios de varios músicos y amigos para quele ayudaran a grabar Ringo Rama. Molesto por la falta de promoción de Mercury Records sobre I Wanna Be Santa Claus, Starr abandonó la compañía discográfica en 2000. Al respecto, el músico comento: «En realidad no dieron ningún apoyo al álbum navideño. Nos echaron debido a su incompetencia, me dejaron ir. Estoy esperando grabar otro álbum de estudio [...] y espero que será en cualquier otra compañía menos en Mercury». 
En esta ocasión, Starr contó con colaboradores como Willie Nelson, Charlie Haden, Van Dyke Parks, Pink Floyd's David Gilmour, Shawn Colvin, Timothy B. Schmit y Eric Clapton. La disponibilidad de Gilmour y Clapton para grabar con Ringo se debió a que vivían cerca, tal y como reconoció Starr: «La gente se pregunta: "¿Así que quién está en el disco?", y solíamos decir: "Solo un par de chicos locales. Ya sabes, como Eric Clapton y David Gilmour". Porque viven a la vuelta de la esquina». La grabación del álbum tuvo lugar en Rocca Bella, el estudio de grabación particular que Ringo tiene en Londres, y en los Whatinthewhatthe? Studios de Los Ángeles, propiedad de Hudson.

## Grabación
Starr comentó que «Eye to Eye», la primera canción de Ringo Rama, sonaba «como si hubiese una guerra y estuviéramos intentando convertirla en una guerra de amor». «Missouri Loves Company», un juego de palabras con «misery loves company», fue compuesta en poco tiempo después de que Dean Grakal pensase en el título del tema. La canción incluyó un solo de guitarra de David Gilmour. «Instant Amnesia» incluyó, tal y como mencionó Starr, «varias de las mejores baterías que toqué en los últimos diez, quince años». Por otra parte, «Memphis In Your Mind», frecuentemente interpretada en directo en sucesivas giras con The All-Starr Band, incluyó referencias a varios músicos de Sun Records como Elvis Presley y Roy Orbison. Tras la muerte de George Harrison, antiguo compañero en The Beatles, a finales de 2001, Starr compuso «Never Without You» como tributo a su amigo, que contó también con la participación de Eric Clapton tocando un solo de guitarra. «Never Without You» comenzó como un tributo conjunto a John Lennon y Harry Nilsson, pero Starr pensó que la canción se estaba volviendo «un lío». Tras enfocarla solo como un tributo a Harrison, Starr incluyó referencias a canciones del músico como «Within You Without You» y «Here Comes the Sun».
Starr tuvo la intención de introducir un gruñido de Orbison en «I Think Therefore I Rock and Roll», por lo que contactó con si vuida, Barbara Orbison. Barbara le mandó un gruñido en un disco, con el mensaje: «I'm sending over a growl». La canción también contó con la colaboración de Gilmour en la guitarra. El título de «Trippin' on My Own Tears» surgió durante una noche cuando Hudson conversaba con Starr y le dijo: «I was trippin' on my own tears, I was so down», a lo que Starr replicó: «That's just a great line». «Write One for Me», influida por la música country, contó cona la colaboración de Willie Nelson. La canción hace referencia a un chico que se pone nervioso al decirle a una chica que es adecuada para él, e incapaz de escribir sus sentimientos, conoce a una persona en un bar que le escribe sus sentimientos. Preguntado si «Love First, Ask Questions Later» era como otra parte de la canción de The Beatles «All You Need is Love», Starr respondió que la canción trata sobre cómo él sentía «que el mundo debía ser y mi esperanza que todos podamos querernos».
Por otra parte, «Elizabeth Reigns» surgió mientras Starr y Dean Grakal estaban grabando en los Rocca Bella Studio, poco tiempo antes del Jubileo de Oro de Isabel II. Grakal comenzó a componer una canción, aunque Starr exclamó: «No voy a cantar sobre la Reina». «English Garden», la última canción de Ringo Rama, menciona a la mujer de Ringo, Barbara Bach y a su perro Buster, e incluye al finalvarios versos de la canción de Paul McCartney «Let 'Em In». Starr explicó: «Eso siempre pasa cuando te sientes en el jardín, ¿no? De modo que puse los versos y llamé a Paul por permisos. Él dijo: "Vale". Él lo sabía de antemano».

## Recepción
Starr promocionó Ringo Rama con varias presentaciones en programas de televisión. El 13 de marzo, tocó «Never Without You» en el programa The Tonight Show, presentado por Jay Leno. Durante un concierto para los medios de comunicación organizado el 22 de marzo, Starr interpretó con The Roundheads «Memphis In Your Mind» y «Never Without You» en el Bottom Line CLub de Nueva York. Tres días después, volvió a tocar «Never Without You» en The Conan O'Brien Show y en Total Request Live, mientras que el 9 de abril, apareció en el programa Good Morning America.
Tras su publicación, Ringo Rama obtuvo buenas reseñas de la prensa musical, y a menudo fue equiparado a anteriores trabajos como Vertical Man y Time Takes Time. Según Stephen Thomas Erlewine de Allmusic: «Ringo Rama termina como un disco bueno y agradable. No tan rico o cálido como Time Takes Time, e incluso algo más desigual que Vertical Man, pero es bueno, lo cual significa que es el primero de una serie de tres discos seguidos desde comienzos de la década de 1970». Parke Puterbaugh, de la revista Rolling Stone, comentó: «Ringo está trabajando sigilosamente en una carrera tardía y digna con álbumes modestamente ambiciosos como Vertical Man y el nuevo Ringo Rama. The Beatles nunca están lejos de la mente de Starr en Ringo Rama. Los arreglos y la producción a menudo evocan la casa de diversión pop de los Beatles post—Revolver, y a lo largo del álbum hace referencia a George Harrison —la dulzura elegíaca de "Never Without You"—, John Lennon —en la confección pop de "Imagine Me There"— y Paul McCartney —con la hogareña "English Garden". Mr. Starkey, una vez más has pasado la audición». Adam Williams, de PopMatters, comentó: «Es un álbum que continúa con la tradición de Time Takes Time y Vertical Man. Es una colección de momentos musicales agradables, ni más ni menos, al igual que los primeros esfuerzos de McCartney con Wings. No se supone que vaya a eclipsar a Sgt. Pepper's, sino simplemente mostrar a Ringo y a sus amigos tocando, grabando y disfrutando de su tiempo juntos. Básicamente, es la encarnación de estudio del concepto de la All-Starr Band que saca de gira cada año».
Sin embargo, a pesar de las reseñas generalmente favorables, Ringo Rama obtuvo un escaso éxito comercial. El álbum solo alcanzó el puesto 113 de la lista estadounidense Billboard 200 y el puesto seis en la lista Top Independent Albums. En el Reino Unido, el álbum no llegó a entrar en la lista de discos más vendidos. El 21 de octubre, Koch anunció la publicación de una edición deluxe de Ringo Rama con tres discos. El primero incluyó el contenido de Ringo Rama junto a tres temas extra: «Blink», «OK Ray» y «I'm Home». El segundo disco incluyó una entrevista de radio a Ringo, mientras que el tercero fue un DVD con un documental sobre la grabación del álbum y el videoclip de «Never Without You».

## Lista de temas
Todas las canciones escritas y compuestas por Richard Starkey, Mark Hudson, Steve Dudas y Dean Grakal, excepto donde se anota. 
| N.º | Título                                         | Escritor(es)                                                      | Duración |  |
| 1.  | «Eye To Eye»                                   |                                                                   | 3:19     |  |
| 2.  | «Missouri Loves Company»                       |                                                                   | 3:33     |  |
| 3.  | «Instant Amnesia»                              |                                                                   | 5:12     |  |
| 4.  | «Memphis In Your Mind»                         | Richard Starkey, Mark Hudson, Gary Burr, Steve Dudas, Dean Grakal | 3:13     |  |
| 5.  | «Never Without You»                            | Richard Starkey, Mark Hudson, Gary Nicholson                      | 5:24     |  |
| 6.  | «Imagine Me There»                             | Richard Starkey, Mark Hudson, Gary Burr                           | 3:55     |  |
| 7.  | «I Think Therefore I Rock And Roll»            |                                                                   | 3:25     |  |
| 8.  | «Trippin' On My Own Tears»                     |                                                                   | 3:31     |  |
| 9.  | «Write One For Me»                             | Richard Starkey, Mark Hudson, Gary Burr                           | 3:14     |  |
| 10. | «What Love wants To Be»                        | Richard Starkey, Mark Hudson, Gary Burr                           | 3:03     |  |
| 11. | «Love First, Ask Questions Later»              |                                                                   | 4:45     |  |
| 12. | «Elizabeth Reigns»                             | Richard Starkey, Mark Hudson, Gary Burr, Steve Dudas, Dean Grakal | 4:00     |  |
| 13. | «English Garden» (Incluye «I Really Love Her») |                                                                   | 3:17     |  |

| Bonus tracks (edición deluxe) |            |                                                              |          |  |
| N.º                           | Título     | Escritor(es)                                                 | Duración |  |
| 14.                           | «Blink»    |                                                              | 2:52     |  |
| 15.                           | «OK Ray»   | Richard Starkey, Mark Hudson, Steve Dudas, M. Hart, R. Foote | 3:02     |  |
| 16.                           | «I'm Home» | Richard Starkey, Mark Hudson, Steve Dudas                    | 3:23     |  |

## Personal
| - Ringo Starr: voz, teclados, batería, percusión, guitarra acústica - Jack Blades: coros - Gary Burr: guitarra eléctrica, bajo y coros - Eric Clapton: solo de guitarra en «Never Without You» e «Imagine Me There» - Shawn Colvin: voz en «Trippin' on My Own Tears» - Jim Cox: piano y órgano - Cliff Downs: guitarra acústica - Steve Dudas: guitarras acústica y eléctrica - Grant Geissman: dobro - David Gilmour: guitarra en «Missouri Loves Company» y «I Think Therefore I Rock and Roll» - Dean Grakal: guitarra eléctrica - Gary S. Grant: trompeta - Charlie Haden: contrabajo en «Instant Amnesia» e «Imagine Me There» - Nicole Renee Harris: coros - Dan Higgins: saxofón y clarinete | - Mark Hudson: guitarras, bajo, teclados y coros - Sarah Hudson: coros - Jay Dee Maness: pedal steel - Willie Nelson: voz en «Write One for Me» - Gary Nicholson: guitarra de doce cuerdas - John O'Shea: coros - Mark O'Shea: coros - Van Dyke Parks: acordeón en «What Love Wants to Be», «Elizabeth Reigns» y «English Garden» - Herb Pederson: banjo - Mickey Raphael: armónica - Adam Ray: coros - Christina Rumbley: coros - Paul Santo: guitarra eléctrica y bajo - Timothy B. Schmit: coros - Victoria Shaw: coros - Sophie Sunseri: coros |

## Posición en listas
| País           | Lista                  | Posición |
| -------------- | ---------------------- | -------- |
| Estados Unidos | Billboard 200          | 113      |
| Estados Unidos | Top Independent Albums | 6        |